# گلایسوایلر
گلایسوایلر (به آلمانی: Gleisweiler) یک شهر در آلمان است که در زودلیشه واینشتراسه واقع شده‌است. گلایسوایلر ۵۸۲ نفر جمعیت دارد.